# Modisimus reddelli
Modisimus reddelli är en spindelart som beskrevs av Willis J. Gertsch 1971. Modisimus reddelli ingår i släktet Modisimus och familjen dallerspindlar. Inga underarter finns listade i Catalogue of Life.